# مارغريت فيرتشايلد
مارغريت ماري فيرتشايلد (بالإنجليزية: Margaret Mary Fairchild)‏ (4 يناير 1911 - 28 أبريل 1989) والمعروفة أيضا باسم ماري تيريزا شيبرد (بالإنجليزية: Mary Teresa Sheppard)‏ والآنسة شيبرد وإم تي شيبرد كانت امرأة بريطانية بلا مأوى.
تم تصوير حياتها في فيلم السيدة في الشاحنة عام 2015 للمخرج آلان بينيت والذي لعبت فيه دور البطولة دام ماجي سميث. سبق لسميث أن لعبت دورها في مسرحية تحمل نفس الاسم عام 1999 وتكييف إذاعي لراديو بي بي سي 4 عام 2009. كما كانت عازفة بيانو وراهبة.

## السيرة الذاتية

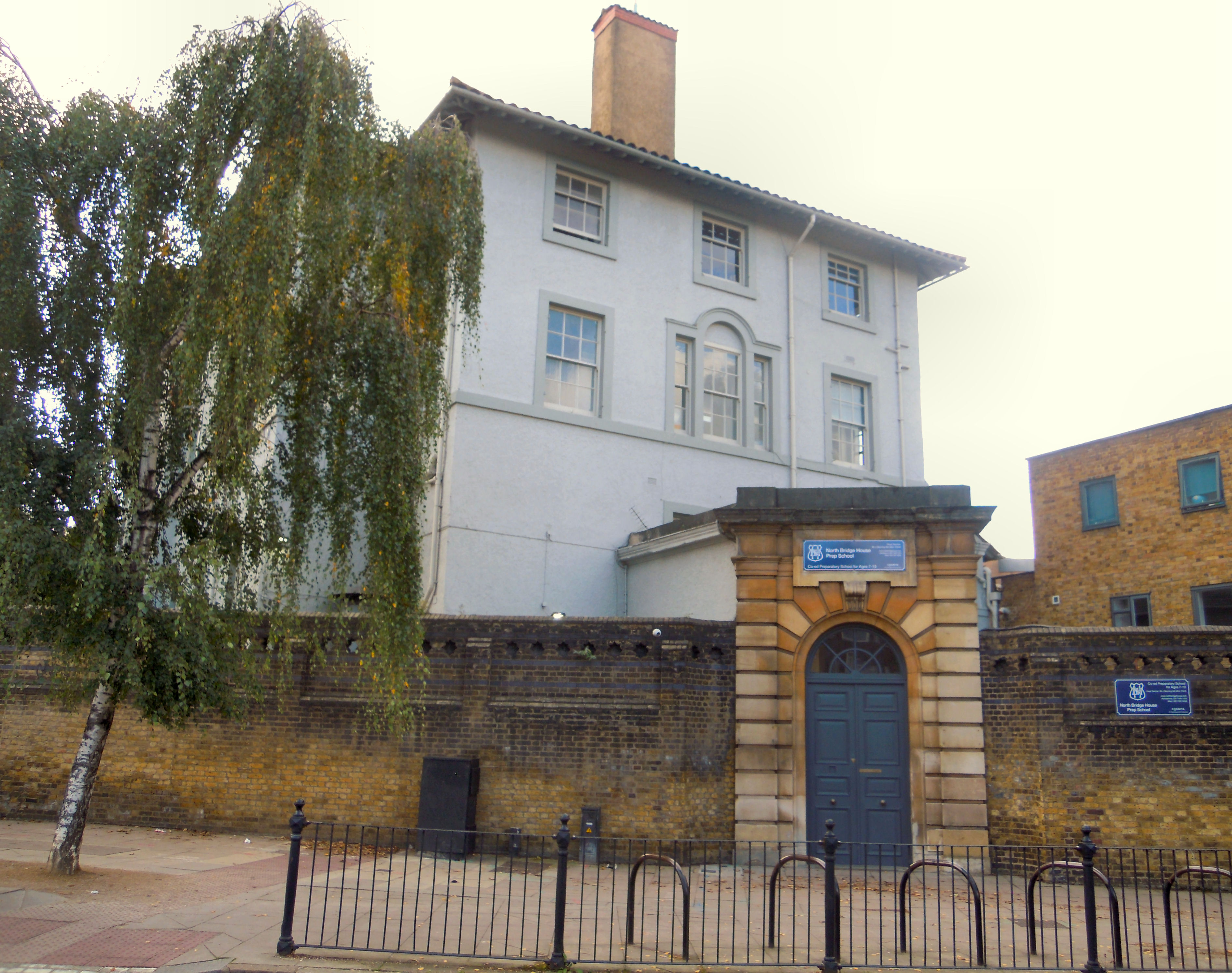
الدير السابق لجمعية مساعدي النفوس المقدسة في شارع جلوسيستر حيث كان فيرتشايلد مبتدئا في عام 1936 وهو الآن مدرسة نورث بريدج هاوس.

ولدت مارغريت فيرتشايلد في عام 1911 في هيلينجلي في شرق ساسكس وهي ابنة هارييت (سابقا بورجيس؛ 1879-1963) وجورج براينت فيرتشايلد (1866-1944) مساح ومفتش صحي. وكان شقيقها ليوبولد جورج فيرتشايلد (1908-1994).
كانت مارغريت فيرتشايلد عازفة بيانو موهوبة وفقا لأخيها حوالي عام 1932 درست في مدرسة الموسيقى في باريس تحت إشراف العازف الموهوب ألفريد كورتو وقيل إنها عزفت لاحقا في حفل موسيقي ومع ذلك فهي لا تظهر في أرشيف أداء حفلات البروم على الإنترنت التابع لهيئة الإذاعة البريطانية.
في عام 1936 أصبحت ماري تيريزا مبتدئة في دير جمعية مساعدي الأرواح المقدسة في شارع جلوسيستر في ريجنتس بارك (لاحقا المدرسة اليابانية في لندن والآن مدرسة نورث بريدج هاوس) على مسافة قصيرة من جلوسيستر كريسنت حيث عادت بعد عقود من الزمان. في وقت لاحق من عام 1936 كانت في دير القديس يوسف على طريق هاروو الغربي في دوركينج.
في عام 1939 كانت فيرتشايلد راهبة ومعلمة في مدرسة سانت جيلدا الكاثوليكية في يوفيل بسومرست. روى شقيقها أن فيرتشايلد أُجبرت في الدير على التخلي عن حبها للموسيقى والعزف من أجل التركيز على إيمانها وتركت الرهبانية بعد انهيارها. وصفتها زميلاتها الراهبات بأنها "جدلية".
خلال الحرب العالمية الثانية تم تدريب فيرتشايلد على قيادة سيارات الإسعاف من قبل الخدمة الإقليمية المساعدة مما بدأ حبها للسيارات والقيادة. من عام 1950 إلى عام 1957 على الأقل عاشت مع والدتها في 98 إيلجين كريسنت في نوتينغ هيل.
أصبحت فيرتشايلد التي يبلغ طولها حوالي 6 أقدام (1.8 متر) متقلبة بشكل متزايد في سلوكها وكانت تتجادل باستمرار حول الدين مع والدتها التي تعيش معها. أرسلها شقيقها إلى مستشفى بانستيد وهو مستشفى للأمراض النفسية حيث هربت منه. كانت ستهرب من العديد من المستشفيات العقلية الأخرى حتى ظلت طليقة لمدة عام ويوم واحد وهو ما أثبت قانونيا كفاءتها في العيش دون إشراف. وفي وقت لاحق تعرضت لحادث عندما صدمت دراجة نارية الشاحنة التي كانت تقودها مما أدى إلى وفاتها لاحقا. اعتقدت فيرتشايلد أنها مسؤولة عن الحادث وغادرت مكان الحادث دون إعطاء تفاصيل عنها وعاشت بعد ذلك في خوف من الاعتقال. في هذا الوقت غيرت اسمها إلى شيبرد لتجنب الكشف عنها وعادت إلى محيط الدير في شارع جلوسيستر حيث أدت نذورها. ومع ذلك لم يكن لها علاقة كبيرة بالراهبات أو كان لهن علاقة بها.

## بينيت وغلوستر كريسنت

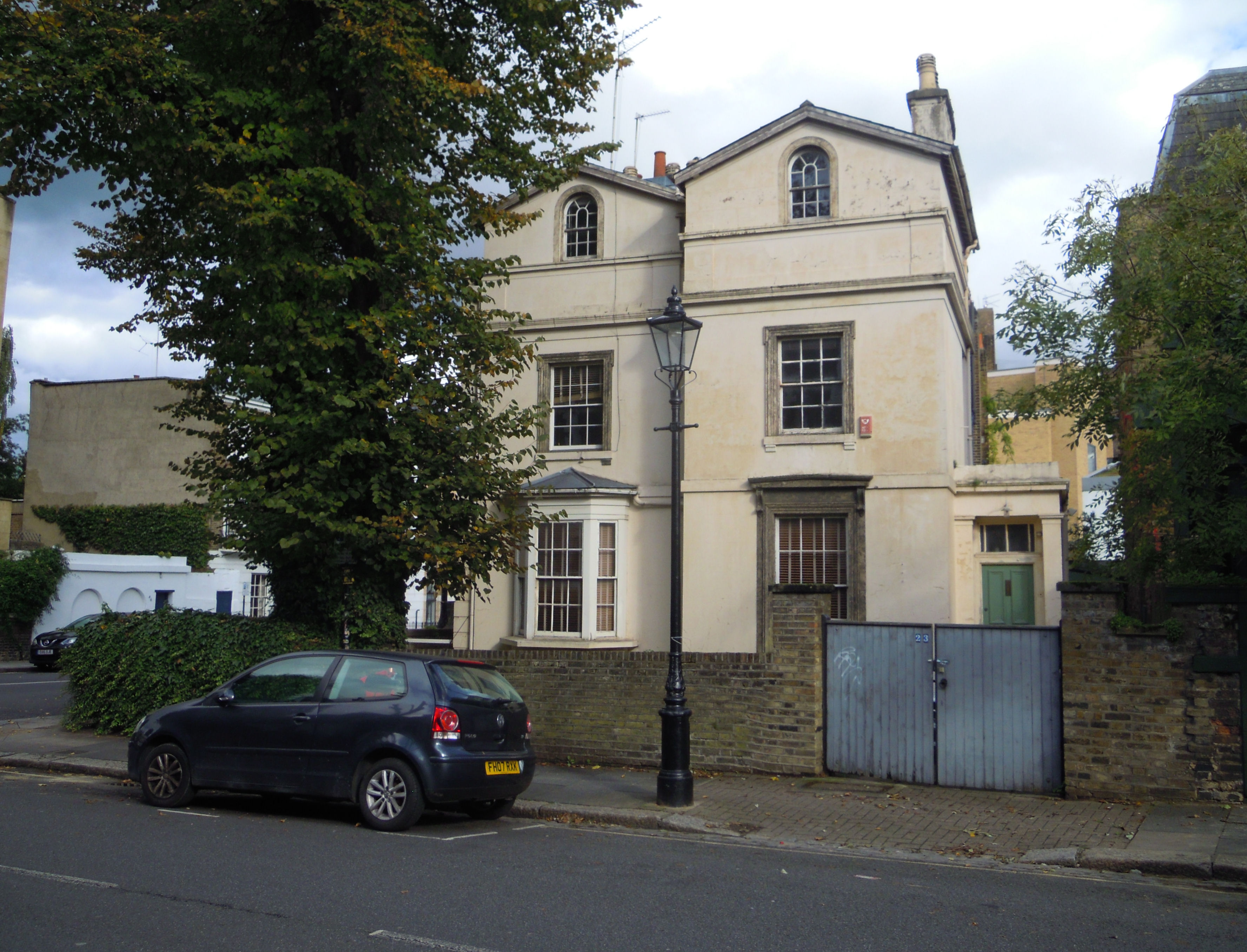
23 غلوستر كريسنت في عام 2019.

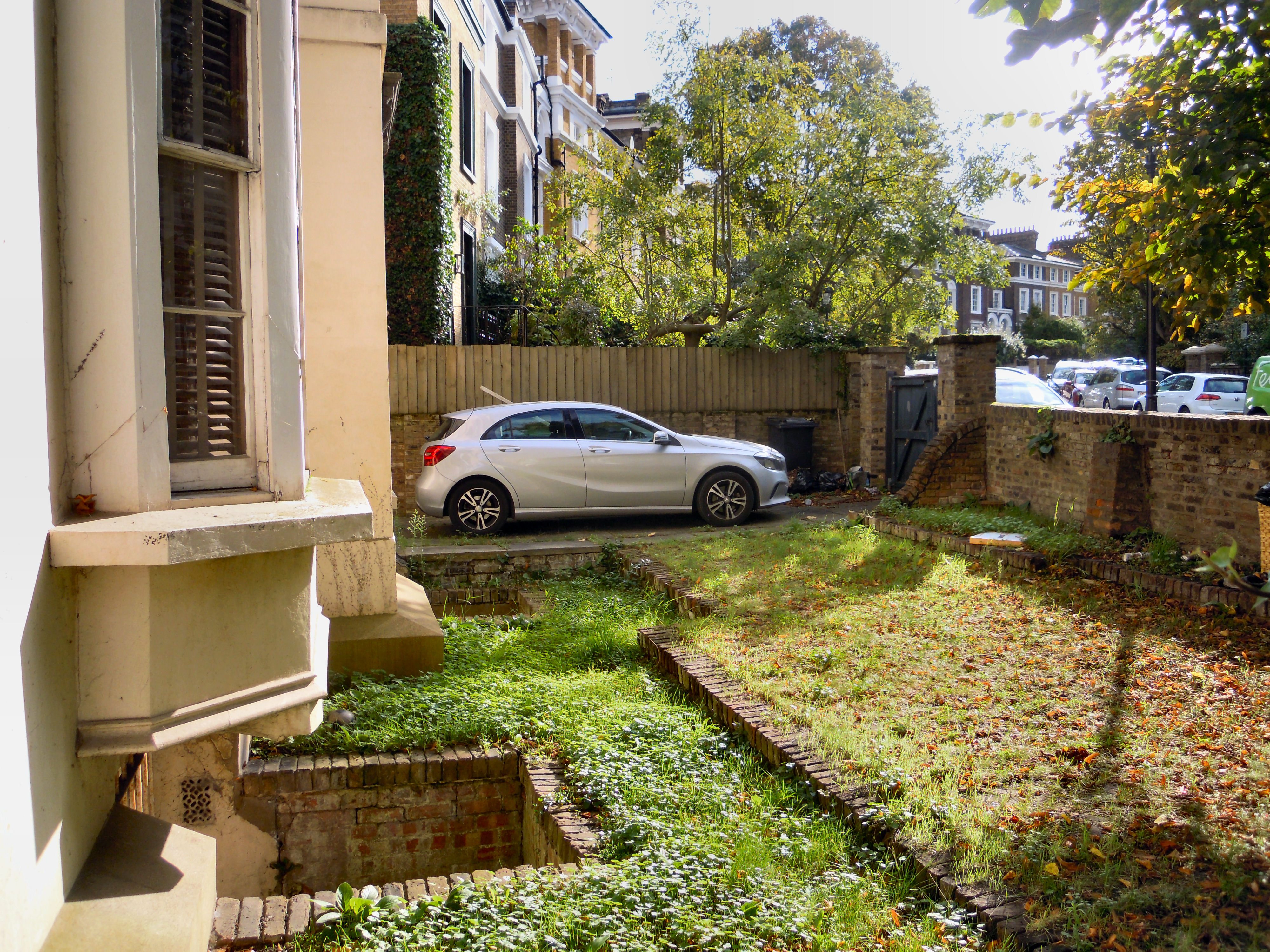
عاشت فيرتشايلد لمدة 15 عاما في شاحنتها حيث توجد السيارة في هذه الصورة.

في أواخر الستينيات بدأت فيرتشايلد التي أطلقت على نفسها اسم "السيدة ماري شيبرد" في ركن شاحنتها بيدفورد أمام المنازل في منطقة غلوستر كريسنت الثرية في كامدن تاون حيث كانت تزعج أصحاب المنازل الأثرياء بركنها أمام منزل ثم تكديس أكياس بلاستيكية مليئة بالقمامة حول السيارة حتى يُطلب منها التحرك. بمرور الوقت تحركت شاحنتها الصفراء المرسومة يدويا على الطريق حتى توقفت في عام 1971 خارج منزل الكاتب المسرحي والمؤلف آلان بينيت الذي قال عنها "كانت هناك في مرأى كامل من نافذتي أثناء عملي. كانت تتعرض لمضايقات من الناس. اعتدت أن أخرج وأطلب من [هؤلاء] الأشخاص المغادرة. كان هذا يصرف انتباهي عن عملي ووصل الأمر تدريجيا إلى النقطة التي أصبح فيها العمل أصعب بالنسبة لي مما ينبغي وكانت الطريقة الوحيدة لاختراق الموقف هي دعوتها إلى الطريق حيث لا يزعجها أحد آخر". وأضاف بينيت: "كان من الصعب الإعجاب بها. لم تبتسم أبدا ولم يكن لديها حس الفكاهة وكانت سياساتها مختلفة تماما عن سياساتي ..." وكانت كل هذه الأشياء سببا في جعلها شخصية عدوانية". ومع ذلك سمح لها بإيقاف شاحنتها المتهالكة مؤقتا على ممر سيارته الضيق في 23 غلوستر كريسنت في كامدن متوقعا أن تغادر في غضون بضعة أشهر.
كان من المقرر أن تبقى حتى وفاتها بعد 15 عاما. في شاحنتها كانت فيرتشايلد تكتب منشورات سياسية لحزب فيديليس اليميني الخاص بها بعناوين مثل "النظرة الحقيقية: الأشياء المهمة" التي كان بينيت يطبعها لها وينسخها في مطابع محلية وكان قلقا من أن العمال قد يعتقدون أن الآراء المتطرفة المعبر عنها في الكتيبات كانت خاصة به. تسببت تطلعاتها السياسية في أن تسأل بينيت "عندما أُنتخب هل تعتقد أنني سأضطر إلى العيش في داونينج ستريت أم يمكنني إدارة الأشياء من الشاحنة"؟
من حين لآخر كانت الراهبات المحليات يجلبن لها الطعام لتكملة ما اشترته فيرتشايلد بمدفوعات الضمان الاجتماعي الخاصة بها على الرغم من أنها لم تكن لديها وسيلة للطهي في الشاحنة ولا مرحاض. قام بينيت بتمديد كابل كهربائي من منزله إلى الشاحنة حتى تتمكن فيرتشايلد من تشغيل سخان وتلفاز. ولم يكتشف هويتها الحقيقية إلا من أخيها بعد وفاتها.
توفيت "المتشردة اللطيفة" مارغريت فيرتشايلد في شاحنتها على الممر في 23 غلوستر كريسنت في كامدن عام 1989 عن عمر يناهز 78 عاما. بعد مراسم الجنازة في الكنيسة الكاثوليكية لسيدة هال في كامدن تاون دُفنت في قبر غير مميز في مقبرة سانت بانكراس وإيزلينجتون.
توجد مجموعة فيرتشايلد من الكتيبات السياسية التي كتبتها بنفسها والملاحظات المكتوبة بخط اليد وقوائم التسوق في أرشيف آلان بينيت في مكتبة بودلي بجامعة أكسفورد.

## السيدة في الشاحنة
كتب بينيت رواية السيدة في الشاحنة استنادا إلى تجاربه مع المرأة غريبة الأطوار. نُشرت قصة فيرتشايلد/شيبرد لأول مرة في عام 1989 كمقال في مجلة لندن لمراجعة الكتب. في عام 1990 نشرها بينيت في شكل كتاب. في عام 1999 قام بتكييفها إلى مسرحية في مسرح كوينز في لندن والتي لعبت دور البطولة فيها ماجي سميث التي حصلت على ترشيح لأفضل ممثلة في جوائز أوليفييه لعام 2000 وأخرجها نيكولاس هيتنر. تتضمن المسرحية شخصيتين تدعيان آلان بينيت. في 21 فبراير 2009 تم بثها كمسرحية إذاعية على راديو بي بي سي 4 حيث أعادت ماجي سميث تمثيل دورها ولعب آلان بينيت دوره بنفسه. قام بتكييف القصة مرة أخرى لفيلم عام 2015 السيدة في الشاحنة حيث أعادت ماجي سميث تمثيل دورها مرة أخرى وأخرجها نيكولاس هيتنر مرة أخرى.

### تمثيلات مسرحية أخرى
- لعبت باميلا بوخنر دور فيرتشايلد/ميس شيبرد في نسخة عام 2008 من المسرحية في مسرح البحيرة في كيسويك عام 2008.[7]
- لعبت نيكولا ماكوليف دور فيرتشايلد في عام 2011 في إنتاج السيدة في الشاحنة في مسرح هال تروك.[8]
- في عام 2017 لعبت سارة كيستلمان دور فيرتشايلد في المسرح الملكي في باث.[9]
- في إنتاج عام 2019 لشركة مسرح ملبورن في ملبورن بأستراليا لعبت ميريام مارغوليس دور فيرتشايلد.[10]